# Haranj

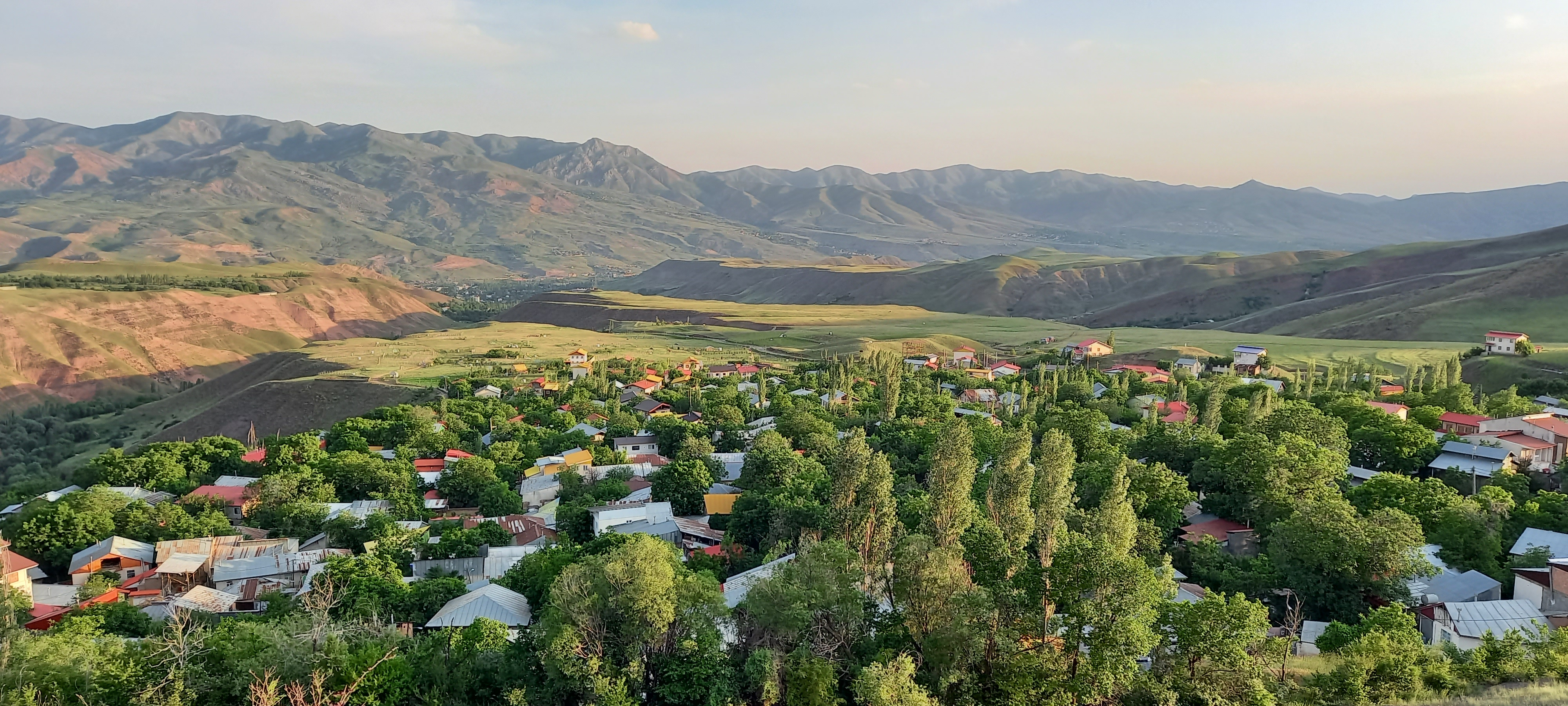
Haranj, 2024

Haranj (persisch هرنج) ist ein Dorf im Landkreis Miyan Taleqan im Zentralbezirk des Landkreises Taleghan in der Provinz Alborz im Iran. Bei der Volkszählung von 2006 hatte das Dorf 582 Einwohner in 202 Familien. Nur die Haranjis und ihre Verwandten dürfen in diesem Dorf Land kaufen. Die Existenz dieses Gesetzes ist einer der Gründe für die unberührte Natur des Dorfes. Aufgrund der strengen Winter nimmt die Bevölkerung des Dorfes in dieser Jahreszeit drastisch ab und erreicht in der Sommersaison ihren Höchststand.